# 収録
放送における収録（しゅうろく）とは、番組素材を前もって録音・録画・編集すること。または、そうした上で、本編枠中にその素材のみを送出する番組形態（生放送の対義語）。
この項目では放送後の収録素材の保管（番組保存）についても扱う。

## 概要

### 前史・ラジオ放送
ラジオ放送初期には、放送用の録音媒体にはセルロース盤を用いていた。当時のセルロース盤の再生時間は片面最大約3分であったため、片面時間を超える録音を行う場合は、2つの円盤録音機を交互に切り替えて収録する方法がとられた。それでも放送時にシームレスに再生することは困難だったため、音楽、演芸、文化講演といった長時間のコンテンツはスタジオからの生放送か、劇場からの生中継放送に限られていた。玉音放送もセルロース盤による収録放送である。
日本のラジオ放送においては、1932年（昭和7年）11月22日午後4時20分からの、NHK東京放送局における「国際聯盟会議の経過」と題する佐藤尚武の演説放送が収録放送の嚆矢である。これはジュネーブ発の国際放送を写真化学研究所で受信しながらセルロース盤に記録し、それを放送局へ運んで再生する、という段取りであったが、「成績が余り芳しくなかった」としている。
その後収録によるラジオ放送が本格化したことが公式に確認できる最初の例は1936年（昭和11年）10月29日の特別番組「海軍特別大演習観艦式御模様」で、2つの中継現場のうち、神戸港沿岸からの様子を録音で放送した。
1938年（昭和13年）には、NHK全体の1年の放送時間総計の152,400時間59分のうち、10時間17分で録音放送を行うに至っている。
東京放送局では、30分の継続録音が見込まれていた鋼線式磁気録音や、トーキー映画で用いられる光学録音の導入を目指していたが、実現に至らなかった。日本では第二次世界大戦後の1950年（昭和25年）頃、音声用磁気テープの実用化および放送現場への普及に至った。

### テレビ放送
テレビ放送開始当初は、収録のための機材や媒体が高価であった、あるいは存在しなかったため、生放送が主流であったが、ドキュメンタリー番組（短編映画、テレビ映画などと称していた）、一部のCM等は、当初からフィルムによる収録素材を用いて放送されていた。
日本の放送史において、既存のフィルム作品でない、純然たる収録による初のテレビ番組は、テレビ放送開始2年目の1954年（昭和29年）10月にNHKで放送された歌舞伎の録画番組とされる。これはテレビカメラの映像信号をフィルムへ変換複製する装置、キネコ（キネレコ）の導入によって実現したものだった。
録画・録音技術が進歩してくるに従って、また出演者のスケジュール調整の都合やプライバシー維持のための処理の必要性などによって、フィルム、さらにVTRが導入され、収録放送の割合が増加していった。VTRを導入した初のテレビ番組は、1958年（昭和33年）6月1日に開始した大阪テレビ放送（朝日放送テレビの前身）のテレビドラマ、『ちんどん屋の天使』である。過渡期のテレビドラマにおいては、一部のシーンのみ収録素材を用いて、あとは生放送で送る、という形式が導入された例がある（『私は貝になりたい』の前半部分や、『ダイラケのびっくり捕物帖』における森光子の出演シーンなど）。
1950年代当時のVTRメディアは、2インチVTRが主流であった。リールの速度が高く、慣性が強かったため、一時停止が難しく、上質な映像を得るためには開始から終了までテープを回し続ける必要があった。また、フィルムや後年の1インチVTRのような本格的な編集が困難で、特にローバンド機時代は、もし編集が必要となった場合、テープの記録部分（磁気トラックの境目）をルーペなどで確認しながら見当を付け、剃刀などでテープを切断して貼り合わせる方法（リニア編集#物理編集参照）がとられていたが、これを行うには上司の決裁を仰ぐ必要があり、許可が下りるのもやむを得ないという事情が特別に認められる場合に限られていた。これらの問題の他、前述の価格の問題から、2インチVTRによる収録はもっぱら、失敗不可の一発録りを強いられていた。
一方でこの頃のフィルム収録は複数の弱点（現像作業を要する、保管場所をとる、耐久性がビデオテープに比べて劣る等）があったものの、当時はビデオテープと比べて比較的安価であり、編集もビデオテープより容易であった為、再放送に耐えうるコンテンツの保存手段として広く使われていた。VTRで収録された素材を編集・再放映しやすくするため、しばしば前述の「キネコ」による複製がなされた。キネコ変換は後述のVTR技術向上時代に至っても、CM素材を中心に長く活用されていた。
1970年代以降、U規格やBETACAMなど、より扱いやすくなったVTR規格が放送業界に普及すると、ビデオテープの価格がフィルムより安くなったこともあって、大半の番組をVTR保存する体制が整い、再放送や、「NG集」のような過去の放送を振り返る内容の番組などの制作に備えられるようになったほか、報道において、現場の映像を伝えるための機動性・臨場性が向上した（ENG参照）。これと引き換えにフィルム収録は前述の弱点により次第に減少していった。
近年のテレビ番組は、大半が収録形式で放送されている。生放送形式の番組は、情報の速報性・正確性が求められる報道番組や、生放送でなければ得られない「ライブ感」などの演出効果が不可欠なスポーツ中継などに限られている。
収録は基本的に放送順に行われるが、出演者のスケジュールの都合などから後から放送する分を先に収録する場合がある。
収録形式の番組の場合、同じ時間帯に放送される複数の番組（裏番組）に同一出演者を出すことが可能になるが、視聴率分散の恐れ等から忌避される傾向にある為、同時ネット番組についてはキー局間で裏被りが出ないように調整している。

## 収録放送にまつわる技術・用語
民間放送周辺では、映像編集・音声編集を完了させた収録素材を完全パッケージメディア（完パケ）と呼ぶ。
収録した素材に編集を加えず、そのまま放送する形式を、ラジオでは同時パッケージ、テレビでは撮って出しと呼ぶ。
ネット局間での放送素材の物理的やり取りをテープネットと呼ぶ。
生放送したものを完パケとして局内で収録しておき、別の時間帯に再放送することがある。これらは生放送でないことを特に断るため、番組表等で「録画放送」と表示される。「録画放送」が実施されるのは以下の場合による。
- 一部の放送局で、編成上生中継の同時放送ができなかった場合
- 海外からの中継で、リアルタイムでの放送が深夜から明け方などの一般に視聴困難な時間帯に当たる場合
- 特別にアンコール放送を行う場合

収録から放送までの間に出演者の不祥事や死去が発覚した場合、「この番組は○月○日に収録されたものです」といった、生放送でない旨の断りを示す字幕スーパーを表示することがある。
視聴率低迷や制作予算の縮減等の理由により、生放送から収録に切り替えた番組が存在する。

## 番組収録素材の保存
1970年代まで、放送局では、さまざまな理由のため、VTRの収録素材を保管する例が少なかった。
初期のVTR機器は重厚長大であり、価格も維持費も非常に高額であった。1958年より日本で使用され始めた2インチVTRを例に取ると、テープについては、最初期はアメリカ合衆国からの輸入品しかなく、当時の価格で100万円以上、1964年に国産テープが発売された後も当時の価格で10万円以上（いずれも60分1巻の場合）であった。さらに当時、放送収録用テープは税制上、消耗品ではなく固定資産とみなされていたため、固定資産税の課税対象とされていた。また、著作権に関わる問題も放送局単独による保存・管理を困難にした。他にも当時は過去に放送した番組への需要が少ないと考えられており、後年の再放送・パッケージソフト化・ネット配信などが念頭に置かれていなかったため、放送済みの番組を保管する意味合いが薄かったことも放送済みテープの消去を加速させていた。
そもそも、放送番組におけるVTR素材の使用目的は、映像の保存のためよりも、出演者の負担減や放送時間調整のための意味合いのほうが強かった。テープの内容は放送終了後に消去され、他の番組収録に使い回されていた。そうしてテープ自体が劣化すると、積極的に廃棄されていた。
これらの理由のため、この時期の放送番組は、収録放送であっても全部または一部が現存しないか、かろうじて異なるフォーマットで保存された事例（キネコ変換、カラー放送がモノクロで現存など）が多い。運よく保存されたVTRについても、機器やテープの劣化、代替部品・機材が存在しないことによる修復不能などによって、再公開ができなくなる事例が当然考えうる。
1970年代以前の多くの放送番組の内容の再公開や、それによってなされるべき検証は、この問題のために困難になっている。視聴者が放送番組を録画するための家庭用VTRの普及は、1970年代後半を待たなければならなかった。
日本では、放送ライブラリーおよびNHKアーカイブスが、放送番組の収集と公開を行っている。
VTRの低価格化などにより保存・管理が困難ではなくなってからも、内容に問題があると判断された場合は、収録用テープの廃棄や内容消去を求められたケースもある（ときめきメモリアル・アダルトアニメ映画化事件など）。